# Dmitrij Sysuev
Dmitrij Michajlovič Sysuev (in russo Дмитрий Михайлович Сысуев?; Saransk, 13 gennaio 1988) è un calciatore russo, attaccante del Šumbrat Saransk.